# Kiilholma
Kiilholma är en ö i Finland. Den ligger i sjön Isojärvi och i kommunen Påmark i den ekonomiska regionen  Björneborgs ekonomiska region  och landskapet Satakunta, i den sydvästra delen av landet, 240 km nordväst om huvudstaden Helsingfors. Öns area är 9,9 hektar och dess största längd är 0,6 kilometer i öst-västlig riktning.